# 十日町雪まつり
十日町雪まつり（とおかまちゆきまつり：Tokamachi Snow Festival）は、新潟県十日町市内の城ヶ丘ピュアランド特設会場をはじめとする複数の会場で毎年2月中旬に開催される雪の祭典。

## 概要
1947年（昭和22年）、昭和天皇が新潟県内を行幸した際に、雪氷学者の高橋喜平（当時・農林省林業試験場十日町試験地主任）と十日町町長の中山竜次に「何か雪国の明るい話題はないか」と尋ねた。高橋はその場では明確な回答が出来ず、これをきっかけに「雪を敵視せず親しむことができたら雪国の冬はどんなに明るくなるであろうか」ということを考えるようになり、仲間たちと「雪国を明るくする運動」に取り組むようになった。その中で生まれたアイデアの一つが雪まつりで、高橋が会長を務める十日町文化協会の発案という形で1950年（昭和25年）2月4日に第1回が開催された。この年の冬に第1回の開催が行われた理由としては、戦後禁止されていた絹織物の生産が昭和24年の統制撤廃によって再始動したことも背景にある。また、積雪期の学校行事として、雪中運動会（雪上運動会）の際に雪像が作られていたこともルーツの一つという。
さっぽろ雪まつりより2週間早く始まり、日本で最初に住民が主体となって雪まつりを行ったことから、現代雪まつり発祥の地と言われている。開始当初は十日町文化協会が主催し、展覧会や火の周りで十日町小唄を踊る雪中カーニバルやスキー駅伝大会などがおもな祭事内容であった。
ギネス世界記録を保有する大規模な雪上ステージで雪上カーニバルが行われるほか、雪で作った大小の像が市内各地に展示される。
新潟県内のみならず、日本全国からおよそ30万人の観光客が訪れるなど、新潟県内で最も大規模な雪まつりである。
2019年2月4日に雪上カーニバルステージ制作現場において雪像が崩れ、作業員の死傷事故が発生した。事故現場の状況を踏まえ雪上カーニバルは中止することが決定、それ以外のプログラムは予定どおり実施することになった。特典付きの「十日町雪まつりパスポート」を販売しているが返金対応をとることも発表された。費用対効果の問題などによりまつりの在り方を検討する委員会は2018年12月に廃止を提言し、今回が最後の見通しだった。
2020年の第71回は少雪の影響により開催内容を変更した。
2021年の第72回および2022年の第73回は、新型コロナウイルス感染拡大の影響により開催中止となった。
2023年の第74回は、感染拡大状況等を注視しつつ検討の末、2月18日（土）の一日限りの開催となった。

## 雪上カーニバル
2018年の第69回まで開催された雪上カーニバルは、城ヶ丘ピュアランド特設会場に設けられた大規模な雪上ステージにて期間の中日である土曜日の夜行われた。例年、有名歌手が出演するミュージックライブや、十日町市特産のきものショーが行われた。
- 第68回（2017年）出演芸能人[13]
  - MC イジリー岡田・たんぽぽ
  - 華原朋美
  - DA PUMP
  - 岡本知高
  - サラ・オレイン
  - NGT48
- 第69回（2018年）出演芸能人[2]
  - MC イジリー岡田・大島麻衣
  - ネーネーズ
  - 祭nine.
  - 岡本知高
  - 演歌女子ルピナス組
  - シュークリームロケッツ
  - NGT48
  - 雪まつりサポーター芸人 - ザ・たっち

## 雪の芸術作品
市内各地に点在する雪像は十日町雪まつりの原点であり醍醐味である。町内会・企業・学校・学年単位で趣向を凝らした作品が制作される。雪像は十日町市長賞を頂点に審査される。

## ギャラリー

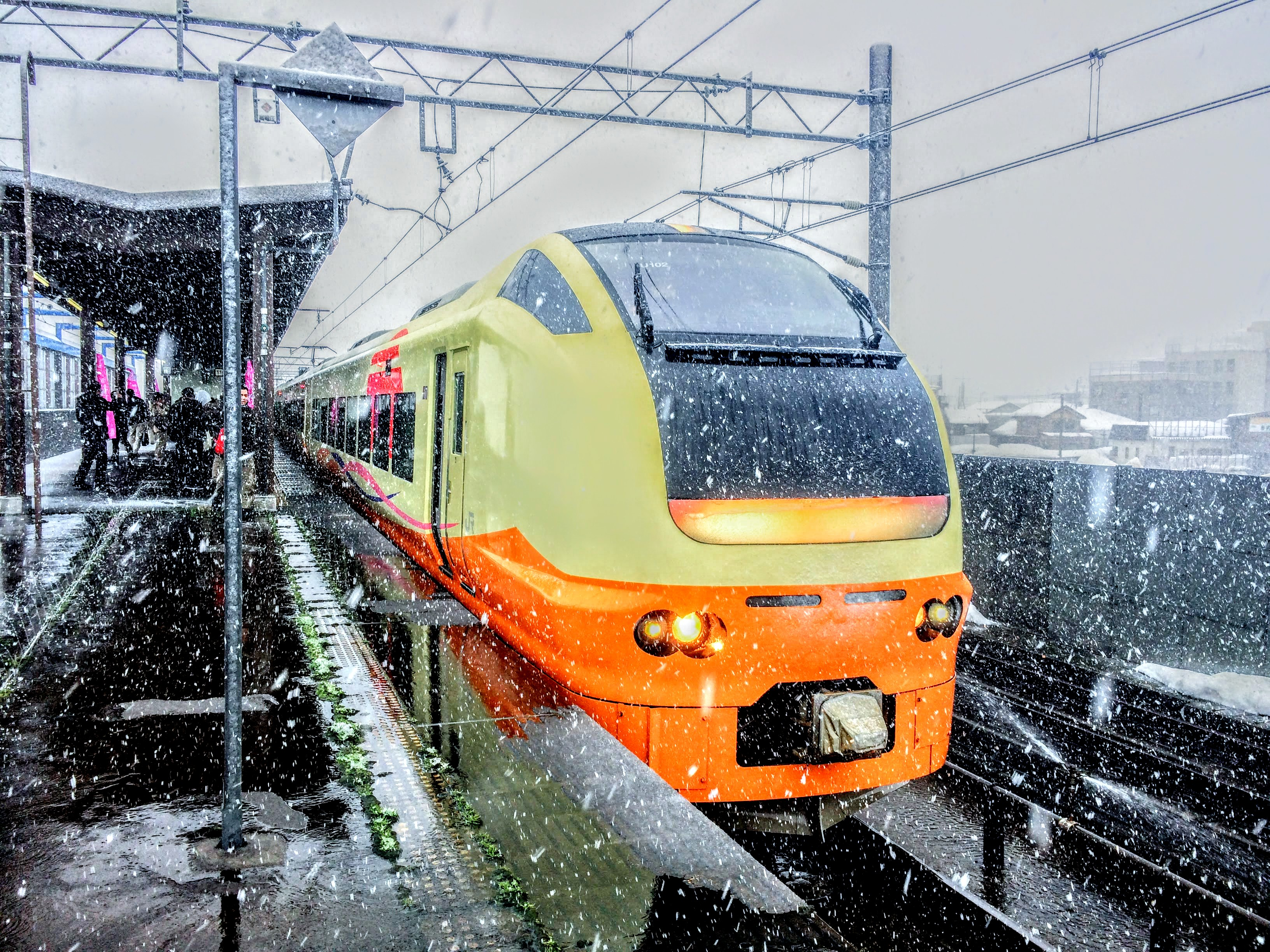
快速十日町ゆきまつり号（北越急行 十日町駅、2018年3月）
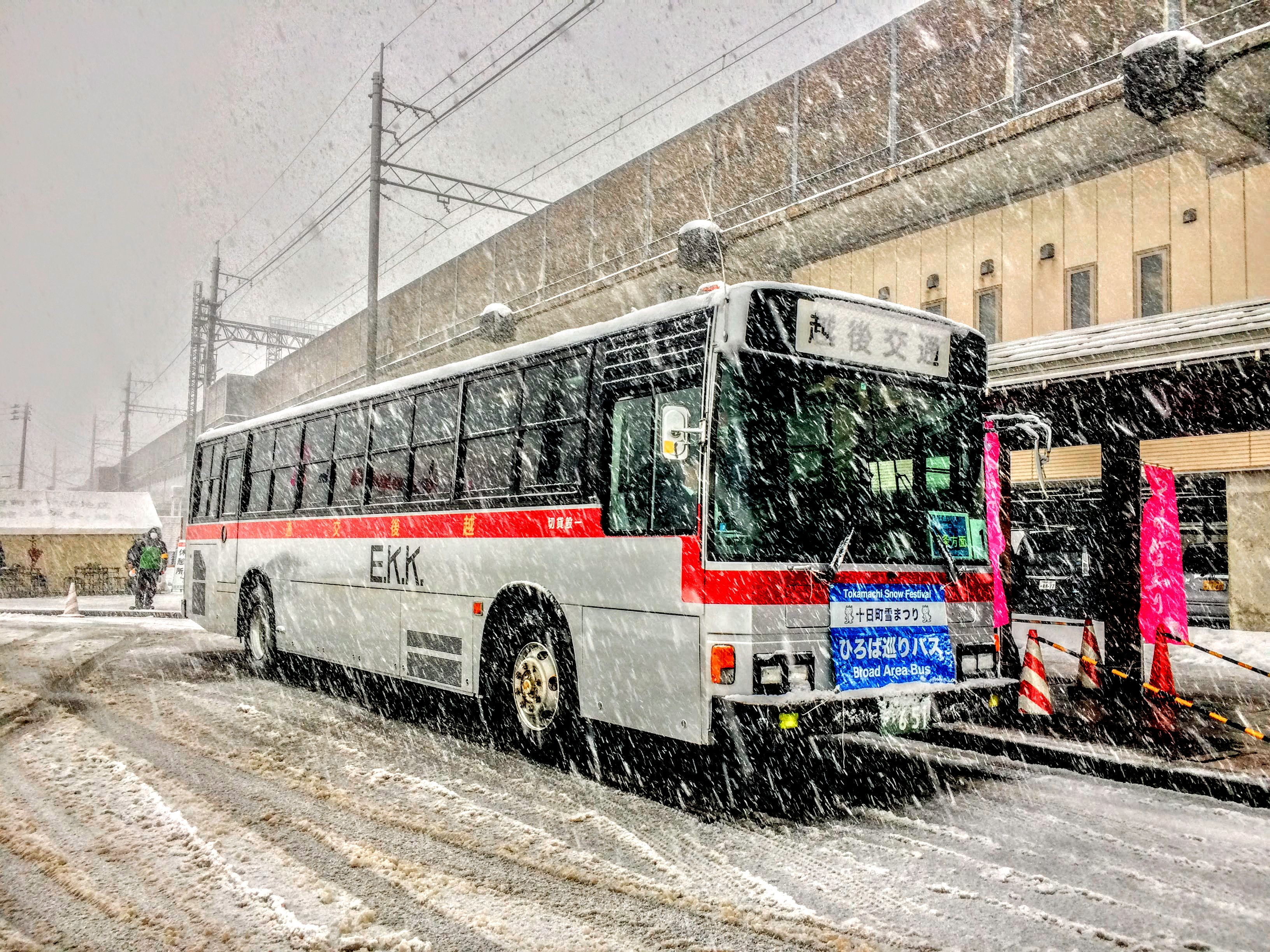
ひろば巡りバス（2018年3月）
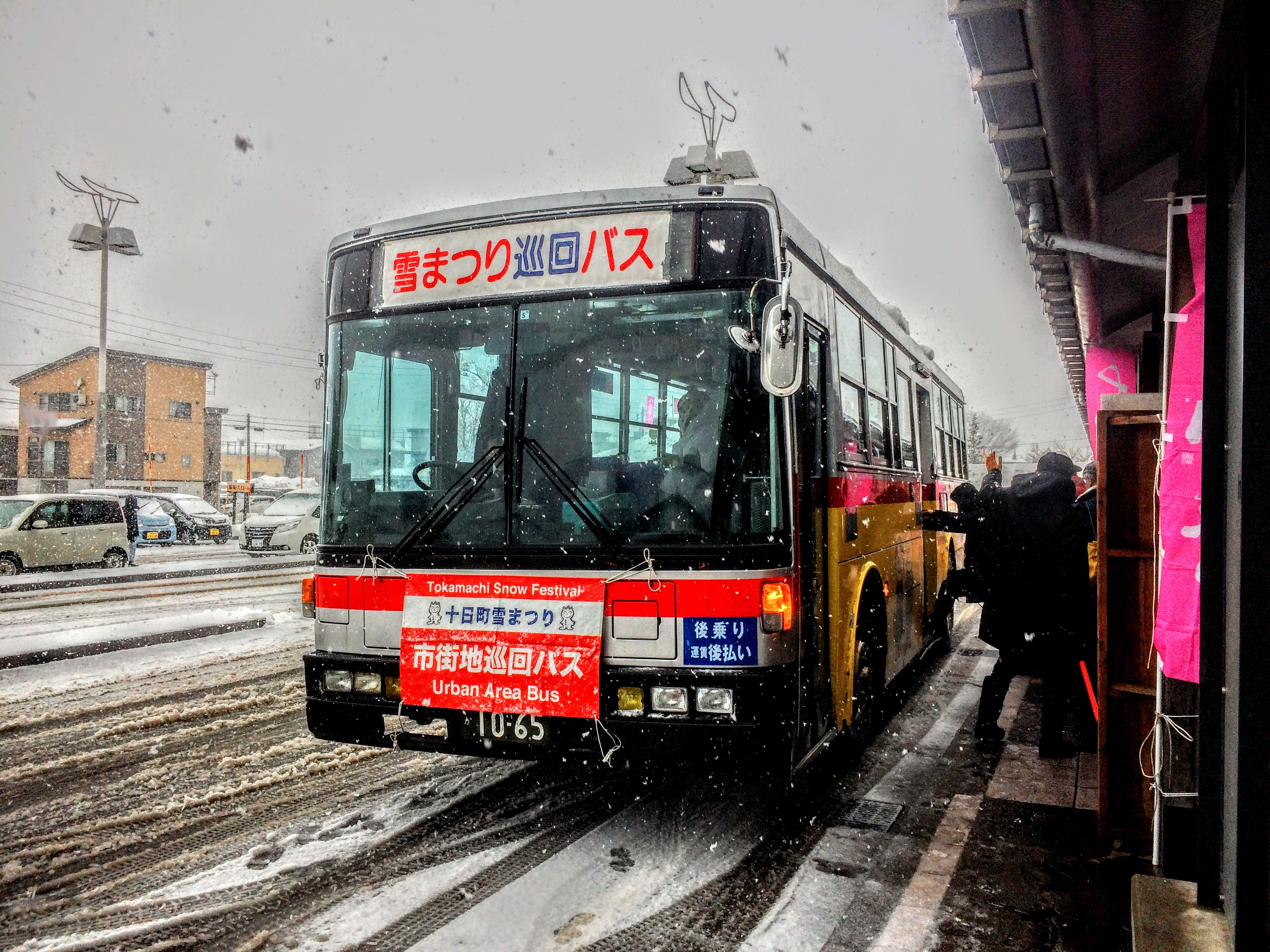
市街地循環バス（2018年3月）

## おまつりひろば
期間中は市内各所で約30カ所の「おまつりひろば」が開設される。ここでは雪国十日町ならではの素朴なおもてなしや、郷土料理、雪上茶席、巨大な雪の滑り台、雪上運動会などが楽しめる。

### 主なひろば
- コミュニティひろば - 十日町高校のグラウンドに開設される。ここでは、期間3日間の開幕を告げるオープニングイベントが行われるほか、雪上茶席、屋台村、巨大な雪の滑り台などが設置される。
- キナーレひろば - 越後妻有里山現代美術館キナーレの1階回廊内に設置される。ここでは、火焔タンタンメンや鮎の塩焼きなどのご当地グルメが楽しめるほか、ライブステージが設置され、音楽ライブやダンスなどが楽しめる。

## 交通アクセス
臨時列車や臨時シャトルバスが運行される。

### 鉄道
- 関東方面 - 大宮駅始発の特急列車ほくほく十日町雪まつり号
- 新潟方面 - 新潟駅始発の快速列車十日町雪まつり号
- 長野方面 - 長野駅始発の快速列車スノーエクスプレス十日町号

### バス
越後交通は十日町駅と周辺会場を結ぶ『雪まつり巡回バス』と呼ばれるシャトルバスを運行している。2018年はひろば巡りバスと市街地循環バスの二種類が運行。

## 参考資料
- JR東日本十日町駅案内マップ・時刻表
- 2018年十日町ゆきまつりガイドブック
- 十日町雪まつり公式ホームページ（十日町ゆきまつりとは）
- 越後交通十日町雪まつり運行情報
- 高橋喜平『想い出の十日町・雪まつり』 想い出の十日町編集委員会編 十日町市文化協会連合会発行 1999年11月